# Jüchsen
Jüchsen ist ein Dorf im südlichen Landkreis Schmalkalden-Meiningen in Thüringen. Seit dem 1. Dezember 2007 ist die ehemals politisch selbständige Gemeinde ein Ortsteil der Gemeinde Grabfeld. Durch den Ort fließt die Jüchse.

## Geschichte
Auf dem Rittersrain befinden sich auf einem nach Westen liegenden Gipfel zehn Grabhügel in der Nähe zum Wachenbrunn und zum Siedlungsplatz Widderstatt. Es sind Gräber der mittleren Bronzezeit. Auf der bedeutenden Siedlungsstelle „Widderstatt“ bei Jüchsen fanden von 1966 bis 1981 auf 1,2 ha Fläche Grabungen statt. Dabei wurde eine Siedlung der Hallstatt- und Latènezeit, die von etwa 550 v. Ch. bis 50 v. Ch. Bestand hatte, systematisch untersucht.
Der auf einer kleinen Anhöhe liegende Kirchhof hatte früher eine Befestigung, die wahrscheinlich zur Kontrolle des Jüchsetals und des Übergangs Jüchse angelegt war, um die aus Richtung Themar nach Mellrichstadt verlaufende Straße zu überwachen. Herren von Jüchsen wurden 1150 und 1182 als Ministerialen der Henneberger genannt. Die Wehrmauer des Kirchengeländes wurde 1877 abgebrochen.
Erstmals wurde der Ort unter dem Namen Gohhusia im Jahr 758 erwähnt. Der Ort gehörte ursprünglich zur Zent Themar der Grafschaft Henneberg. Bei der Hennebergischen Hauptteilung im Jahr 1274 kamen aus der Zent Themar die beiden Orte Jüchsen und Neubrunn an die Linie Henneberg-Schleusingen und wurden der Vogtei Henneberg zugeordnet, aus der sich später das Amt Maßfeld formte. 1680 kam der Ort zum Herzogtum Sachsen-Meiningen.
Jüchsen war von 1607 bis 1675 von umfangreichen Hexenverfolgungen betroffen. 24 Frauen und fünf Männer gerieten in Hexenprozesse, fünf Frauen wurden verbrannt und zwei Frauen enthauptet.  Von zehn Prozessen ist der Ausgang unbekannt. Barbara Krell starb unter der Folter. In ihrem Folterprotokoll heißt es: „auf Tortur vom bösen Feind Hals umgedreht“.
In der 1648 in Frankfurt am Main erschienenen Topographia Franconiae heißt es zu Jüchsen: „Wie dieser Ort in einer Franckfurtischen Relation genannt / und für einen reichen Hennebergischen Flecken gesetzt wird / so Anno 1621. fast gantz abgebronnen.“
Im Februar 2021 geriet der Ort bundesweit in die Schlagzeilen, weil die Polizei inmitten der COVID-19-Pandemie einen illegalen Karnevalsumzug auflösen musste. Der Umzug findet in Jüchsen traditionell an Lichtmess statt.

## Politik

### Ortsteilrat
Der Ortsteilrat von Jüchsen setzt sich neben dem Ortsteilbürgermeister aus acht weiteren Mitgliedern zusammen.
- CDU 2 Sitze
- SPD 1 Sitz
- FW/SV/PG Jüchsen 5 Sitze

(Stand: Kommunalwahl am 25. Mai 2014)

### Ortsteilbürgermeister
Die Wahl des Ortsteilbürgermeisters fand 2024 ohne Bindung an die zugelassenen Wahlvorschläge statt, da sich nur ein Kandidat bewarb. Der Kandidat Stefan Dreßler (FW/SV/PG Jüchsen), der bereits vorher Teil des Ortsteilrates war, konnte die Wahl jedoch deutlich gewinnen und erreichte 96,7 %. Die vorherige Amtsinhaberin Beate Heßler, die 2019 ebenfalls mit überwältigender Mehrheit gewählt wurde, trat 2024 nicht erneut an.

### Wappen
Blasonierung: „In Grün mit einem goldenen Herzschild mit einer rot bewehrten schwarzen Henne auf einem schwarzen Dreiberg, ein goldener Balken, belegt mit einem blauen Wellenbalken; darüber zwei goldene Sparren und darunter ein goldener Sparren. Die drei Dreiecke symbolisieren die drei bis heute noch existierenden Getreidemühlen des Dorfes. In der Mitte des Wappens fließt der Fluss „Jüchse“. Die Henne, das Wappentier, symbolisiert den Verbund zur Grafschaft Henneberg.“

## Kultur und Sehenswürdigkeiten
Ansichten von Jüchsen

### Museen
- Heimatmuseum in der ehemaligen Schule
- Keltensiedlung Widderstadt

## Persönlichkeiten
- Ernst Dahinten Lehrer, Stadtarchivar und Museumsleiter in Eisfeld, Autor des Buches „Geschichte der Heimat. (Stadt und Amt Eisfeld)“ Teil 1 – 4, Eisfeld 1932–1938